# Sedum radiatum
Sedum radiatum är en fetbladsväxtart som beskrevs av S. Wats.. Sedum radiatum ingår i Fetknoppssläktet som ingår i familjen fetbladsväxter.

## Underarter
Arten delas in i följande underarter:
- S. r. ciliosum
- S. r. depauperatum
- S. r. radiatum